# الشريج (حورة)

'

تعديل مصدري - تعديل

الشريج هي إحدى قرى عزلة حوره بمديرية حورة التابعة لمحافظة حضرموت، بلغ تعداد سكانها 111 نسمة حسب تعداد اليمن لعام 2004.